# Radulf von Mérencourt
Radulf von Mérencourt (auch Rudolf oder Ralph, französisch Raoul de Mérencourt; † 1225) war Bischof von Sidon, Kanzler des Königreichs Jerusalem sowie Lateinischer Patriarch von Jerusalem.
Albert stammte aus Mérencourt, dem heutigen Saint-Benoist-sur-Vanne bei Troyes in Frankreich.
1192 bis 1202 war er Notar in der Kanzlei des Königreichs Jerusalem. Er war Dekan des Kapitels von Akkon, als er 1206 selbst zum Kanzler des Königreichs Jerusalem ernannt wurde. Um 1211 wurde er Bischof von Sidon.
1213 reiste er als Gesandter des Jerusalemer Königs Johann von Brienne zum Papst.
Nachdem der Patriarch von Jerusalem Albert Avogadro 1214 einem Mordanschlag zum Opfer gefallen war, wurde Radulf im Februar 1215 zu dessen Nachfolger gewählt. Wegen seiner Weihe zum Patriarchen musste er sein Amt als Kanzler ablegen, dass Johann von Brienne nicht neu vergab.
Im November 1215 nahm er am Vierten Laterankonzil teil, auf dem er zum Patriarchen von Jerusalem geweiht wurde, und bei dem insbesondere ein neuer Kreuzzug zur Rückeroberung Jerusalems von den Muslimen beschlossen wurde.
Radulf wurde zum päpstlichen Legaten für den Kreuzzug bestimmt. 1217 empfing er das eintreffende Kreuzzugsheer in Akkon und begleitete die Truppen bei den folgenden Feldzügen in Palästina und Ägypten. Dabei führte er zur Hebung der Truppenmoral ein Fragment des Heiligen Kreuzes mit, das nicht, wie der Großteil dieser Reliquie in der Schlacht bei Hattin 1187 verloren gegangen war.
Wenig später traf Pelagius von Albano im Lager der Kreuzfahrer ein, der Radulf als päpstlichen Legaten ablöste. Unter dessen Kommando scheiterte der Kreuzzug 1221.
1222 reiste er zusammen mit Johann von Brienne erneut nach Italien, zur Verheiratung von Johanns Tochter, der Thronerbin Isabella II. von Jerusalem mit Kaiser Friedrich II. und um letzteren zu einem Kreuzzug zu bewegen, den dieser schon seit 1215 versprochen hatte.
Er starb um 1225.